# Haplopsebium laflorentiei
Haplopsebium laflorentiei là một loài bọ cánh cứng trong họ Cerambycidae.